# Sevastopol
Sevastopol (ukrajinsko, rusko Севастополь - nekdaj znano kot Sebastopol, krimskotatarsko Aqyar) je mesto na polotoku Krim ob obali Črnega morja s 400.000 prebivalci. 
Sevastopol je gostil nekdanjo sovjetsko Črnomorsko ladjevje in je še vedno rusko pomorsko oporišče. Mesto je zelo razširjeno obmorsko letovišče in turistična točka, večinoma za obiskovalce iz držav SND.
Mesto ima veliko letališče in je povezano z železnico do Moskve. 

## Zgodovina
Sevastopol je verjetno najbolj znana pomorska utrdba na svetu.
Ustanovili so ga leta 1783, ko si je carska Rusija priključila Krim. Postalo je pomembno pomorsko oporišče in kasneje trgovsko pristanišče. V krimski vojni med letoma 1854 in 1856 so ga oblegale britanske in francoske sile in ga po 11. mesecih zavzele.
Med drugo svetovno vojno se je med letoma 1941 in 1942 mesto 250 dni upiralo nemški vojski. Leta 1945 so ga imenovali za mesto heroj.
Od leta 1954 naprej je Sevastopol bil del Ukrajinske SSR.
Leta 1957 je bilo Sevastopolu priključeno mesto Balaklava.
Po razpadu Sovjetske zveze leta 1991 je bilo mesto del suverenega ozemlja ukrajinske Avtonomne republike Krim. Maja 1997 je bil med Ukrajino in Rusijo podpisan bilateralni sporazum o rusko-ukrajinskem prijateljstvu, v katerem se je Moskva odrekla teritorialnim zahtevam po Sevastopolu, kjer je do 2017 za $98 mio. letno imela najeto pomorsko oporišče s 15.000 vojaki.
Konec februarja 2014 so oboroženi moški in neoznačeni ruski vojaki zasedli ključne stavbe v Sevastopolu. Marca 2014 je na mednarodno nepriznanem referendumu po trditvah uradnih izidov 95,6 % volivcev glasovalo za priključitev Ruski federaciji. Po ruski aneksiji Krimskega polotoka je Sevastopol z vidika Rusije postal federalno mesto znotraj Ruske federacije. Mednarodna skupnost aneksacije ne priznava in Sevastopol smatra za del Ukrajine.